# In The Mourning
«In The Mourning» —en español: «En el duelo»— es una canción de la banda estadounidense Paramore. Fue lanzada el 5 de diciembre de 2011 como tercer sencillo de su caja recopilatoria Singles, también será la tercera canción lanzada como parte de la aplicación Singles Club, disponible en descarga digital en la página web oficial de Paramore.

## Antecedentes
La canción se dio a conocer en un vídeo publicado el 13 de enero de 2011 en la página web oficial de Paramore. En el vídeo, se veía a Hayley Williams y Taylor York interpretar la canción de manera acústica. «In The Mourning» fue la primera canción de Paramore que se dio a conocer después de la salida de Josh y Zac Farro de la banda. Williams comentó: «No quería publicar la canción completa todavía, porque no quiero que crean que es una canción del "nuevo Paramore". Es algo que escribí sólo por diversión. ¡Espero que les guste!».
La canción fue grabada junto a los anteriores sencillos «Monster», «Renegade» y «Hello Cold World» en una sesión con el productor Rob Cavallo, quién anteriormente había trabajado con Paramore en su álbum Brand New Eyes.
El 10 de octubre de 2011 se confirmó a través del sitio web oficial de Paramore que lanzarían nuevas canciones en el año, entre ellas, «In The Mourning». Las canciones serían lanzadas a través de la aplicación Singles Club, disponible en descarga digital en la página web oficial de la banda. «In The Mourning» fue la tercera y última canción de la serie Singles Club, lanzada el 5 de diciembre de 2011.